# Thursday October Christian

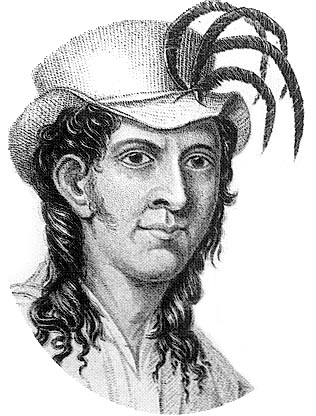
Thursday October Christian (I)

Thursday October Christian (ur. 14 października 1790, zm. 21 kwietnia 1831) – pierwszy syn Fletchera Christiana (przywódcy buntu na HMS Bounty) i jego tahitańskiej żony Maimiti. Był pierwszym dzieckiem urodzonym na Pitcairn. Urodził się w czwartek (ang. Thursday) w październiku (ang. October), więc otrzymał takie nietypowe imiona, gdyż jego ojciec chciał, aby syn nosił imię, które nie będzie przypominało mu Anglii.
W wieku 16 lat poślubił Teraurę, wdowę po Nedzie Youngu, która była już po trzydziestce. Ceremonia zaślubin odbyła się z użyciem obrączki należącej do Neda Younga.
Kiedy brytyjskie fregaty Briton i Tagus przybyły na wyspę Pitcairn rankiem 17 września 1814 Thursday i George Young wypłynęli czółnem, aby się z nimi spotkać. Gdy weszli na pokład statku Briton, obaj doskonale mówiący po angielsku, zrobili dobre wrażenie na oficerach i załodze statku. Ich postępowanie pomogło przekonać obydwu kapitanów, że John Adams stworzył na wyspie cywilizowaną społeczność i nie zasługuje na oskarżenie go o bunt. Statki cumowały w pobliżu wyspy tylko przez kilka godzin i odpłynęły wieczorem tego samego dnia.
Kapitan Philip Pipon, dowódca Tagusa tak opisuje Thursdaya: około dwudziestopięcioletni, wysoki, dobrze zbudowany młody mężczyzna, wysoki na sześć stóp (ok. 190 cm) o ciemno-czarnych włosach i niezwykle otwartej i interesującej postawie. Nie miał na sobie ubrań oprócz kawałka sukna przepasanego na biodrach, słomianego kapelusza przyozdobionego kogucimi lub pawimi piórami, podobny do noszonych przez Hiszpanów w Ameryce Południowej, tyle że mniejszy.
Pipon zwracał się do niego: Friday October Christian, ponieważ odkryto, że kalendarz mieszkańców wyspy został pozbawiony jednego dnia. HMS Bounty przekroczył linię zmiany daty płynąc na wschód, jednak buntownicy nie dostosowali swojego kalendarza do tego faktu. Thursday szybko wrócił do swojego oryginalnego imienia, jednakże znaczek pocztowy z Pitcairn przedstawiający jego portret identyfikuje go jako Friday October Christian.
Wspólnie z innymi mieszkańcami wyspy przeniósł się na Tahiti w 1831, jednak nie mając odporności na choroby panujące na wyspie, zmarł tego samego roku. W tym czasie był najmłodszym i być może najbardziej szanowanym spośród pierwszej generacji ludności urodzonej na wyspie. Jeszcze jedenastu innych Pitcairnczyków zmarło w czasie tej epidemii. Pozostali przy życiu, pozbawieni przywództwa, opuścili Tahiti 14 sierpnia 1831 i wrócili na Pitcairn. Żona Thursdaya przeżyła go o 19 lat. Jego trzeci syn miał na imię Thursday October Christian II (1820–1911).
Historia życia Thursdaya została spisana przez Roberta Michaela Ballantynea w powieści The Lonely Island; or, The Refuge of the Mutineers (Samotna Wyspa; lub Wysepka Buntowników ) (1880). Został on również wspomniany przez Marka Twaina w utworze The Great Revolution in Pitcairn (Wielka rewolucja na Pitcairn), wydanym w Alonzo Fitz and other stories (Alonzo Fitz i inne opowieści) oraz przez Charlesa Dickensa w noweli The Long Voyage (Długa podróż).